# ویللاواله‌لونگا
ویللاواله‌لونگا (به ایتالیایی: Villavallelonga) یک کومونه در ایتالیا است که در استان لاکویلا واقع شده‌است. ویللاواله‌لونگا ۷۳٫۲۸ کیلومتر مربع مساحت و ۹۳۱ نفر جمعیت دارد و ۱٬۰۰۵ متر بالاتر از سطح دریا واقع شده‌است.